# Centro de Capacitación Misional
Los Centros de Capacitación Misional (CCM) son centros dedicados a capacitar a los misioneros de La Iglesia de Jesucristo de los Santos de los Últimos Días (Iglesia SUD). El emblemático CCM (MTC por sus siglas en inglés) está ubicado en la ciudad de Provo, Utah, junto al campus de la Universidad Brigham Young (BYU), una universidad privada que pertenece y es operada por la iglesia.
Al comienzo de su servicio, los misioneros suelen pasar de 3 a 12 semanas en un CCM donde reciben capacitación en doctrina, conducta, métodos de proselitismo y, cuando es necesario, un nuevo idioma. Para marzo de 2020, se han edificado 10 CCM alrededor del mundo, en ubicaciones, además de Provo, en Brasil, Colombia, Inglaterra, Ghana, México, Nueva Zelanda, Perú, las Filipinas, y Sudáfrica.
Los nuevos misioneros asignados al CCM de Provo llegan de lunes a miércoles. Los misioneros casados arriban el lunes, las llegadas internacionales el martes, y nativos estadounidenses y de Canadá los miércoles. Para el momento de su llegada comienzan a usar sus títulos formales de "Elder" (los varones) y "Hermana" (las mujeres). En su primer día se les asignan a los misioneros solteros compañeros misionales y se organizan en distritos y ramas. Durante su capacitación, los elderes y las hermanas pasarán la mayor parte de su tiempo en clase, con descansos para sus comidas, los servicios dominicales de la iglesia, la asistencia al templo, actividades físicas, proyectos de servicio y el tiempo de preparación personal para lavar su ropa, escribir cartas, etc.
Históricamente, a los misioneros se les ha dado al menos tres semanas de entrenamiento en métodos de proselitismo. Esto incluye lecciones sobre la doctrina y la enseñanza de la iglesia, las reglas de la misión y las interacciones adecuadas con las personas a las que servirán, enseñarán y trabajarán en sus misiones asignadas. También se anima a los misioneros a que utilicen su tiempo fuera de clase para estudiar activamente las escrituras y la doctrina de la iglesia, y un idioma nuevo de ser necesario.
En muchos casos, los misioneros que ya hablan el idioma de su área asignada son enviados a su misión después de solo tres semanas de capacitación. Otros misioneros pueden dedicar hasta nueve semanas adicionales para la capacitación del idioma nuevo. En algunos casos, los misioneros que están aprendiendo idiomas nuevos van directamente al CCM en el país donde han sido llamados a servir. 
Cada CCM es dirigido por un presidente de misión, al igual que cada una de las más de 400 misiones en todo el mundo. Las clases en el CCM suelen ser impartidas por jóvenes que han serviod como misioneros en el pasado, denominados "misioneros retornados". Los misioneros también son asignados a pequeñas congregaciones llamadas ramas, que son dirigidas por miembros de la iglesia local llamados a servir en el CCM.

## Historia
El CCM fue fundada originalmente por la Iglesia SUD después de reportes que algunos de sus misioneros se quedaran varados en los Estados Unidos debido a dificultades para obtener visas de entrada a países extranjeros. Las relaciones diplomáticas entre los Estados Unidos y algunos países donde los misioneros servían se volvieron tensas, lo que limitó el número de misioneros que sirven en esas áreas. A menudo, estos misioneros simplemente eran reasignados a otra área, pero a medida que aumentaba el número de misioneros, esto se convirtió en un problema de distribución. Un hogar temporal para misioneros estadounidenses proveería una resolución temporal y espacio de tiempo para aprobar los documentos de viaje.

### Hogar Misional de Lago Salado
En 1925, un pequeño edificio adyacente a la Manzana del Templo en el centro de Salt Lake City proveía un dormitorio para misioneros nuevos. Los misioneros que llegaban eran apartados para su servicio misional por un miembro del Quórum de los Doce Apóstoles. A menudo, incluso estos apóstoles los entrevistaban durante este tiempo y asistían a un servicio en el Templo de Salt Lake, y se quedaban uno o dos días antes de irse a sus áreas asignadas. Los misioneros que tenían dificultades para tratar de llegar a sus áreas asignadas servirían como guías turísticos en la Manzana del Templo o realizaban tareas de oficina en la sede de la iglesia.
Luego, en 1971, la vieja escuela Lafayette en la 75 East North Temple Street se convirtió en el nuevo hogar misional de Salt Lake City, donde los misioneros de habla inglesa llegaban un sábado y se iban el miércoles o jueves subsiguiente. El CCM en Provo reemplazó a este edificio en el otoño de 1978 para los misioneros de habla inglesa.

### LTM - Provo
En parte para mantener ocupados a los misioneros mientras esperaban sus visas, muchos de los misioneros SUD se inscribieron en cursos en la Universidad Brigham Young (BYU). Como la enseñanza del idioma se consideraba esencial, la mayoría de estos misioneros se inscribieron en cursos para aprender los idiomas de las regiones donde estarían sirviendo. Sin embargo, esto resultó ser problemático, ya que los misioneros llegaban y salían a intervalos aleatorios a lo largo del año a medida que aceptaban sus asignaciones misionales o cuando el país al que intentaban ingresar completaba y aprobaba la documentación de la visa requerida. En vista de que ello no encajaba dentro del sistema semestral universitario, la iglesia requirió que ciertos profesores se dedicaran estrictamente a enseñar a los misioneros en lugar de los estudiantes universitarios tradicionales. Al aumentar el número de misioneros llamados por la iglesia, se necesitó una organización permanente para hacer frente a las necesidades de tantos misioneros.
En noviembre de 1961, los misioneros se reunieron en el Hotel Roberts en el centro de Provo bajo la dirección de Ernest J. Wilkins, profesor de español en el Departamento de Idiomas de BYU. En 1968, las actividades se trasladaron al Amanda Knight Hall y Knight-Mangum Hall, edificios en el campus de BYU, que estaban reservados exclusivamente para la formación de misioneros. Se creó una nueva misión de la iglesia, Misión de Capacitación de Idiomas (por sus siglas en inglés, Language Training Mission - LTM), con su propia presidencia y organización de misión, con la extensión geográfica de la misión como el perímetro del edificio. Este edificio incluía dormitorios y aulas para los misioneros. Finalmente, otros edificios en el campus de BYU también fueron usados para actividades de capacitación misional.
La iglesia construyó y operó un segundo LTM en Laie, Hawái. Durante la década de 1970, el LTM hawaiano recibió misioneros de todo el mundo que se estaban preparando para servir como misioneros en las regiones de Asia-Pacífico, incluidos Taiwán, Hong Kong y Polinesia. BYU empleó instructores para el LTM. A veces se trataba de profesores de tiempo completo de la universidad, pero más a menudo eran asistentes de enseñanza o estudiantes universitarios que tenían habilidades en los idiomas que se enseñaban. En muchos casos, los instructores eran misioneros retornados de las áreas donde se enviarían a los jóvenes misioneros de la LTM. El plan de estudios todavía era planeado directamente por los departamentos de idiomas extranjeros en BYU, en coordinación con la presidencia de la misión LTM.
En sus inicios, la LTM estaba destinada a ser un lugar temporal para aquellos misioneros que tenían dificultades con la visa. Sin embargo, los presidentes de misión que recibieron misioneros con visas demoradas comenzaron a notar una mejora significativa en sus habilidades de proselitismo en comparación con misioneros similares que pudieron obtener sus visas casi de inmediato. Se estimó que incluso unas pocas semanas de formación lingüística intensiva al principio podrían ahorrar casi un año de esfuerzo tratando de aprender el idioma "en la calle". Los presidentes de misión pronto pidieron a la sede de la iglesia que todos los misioneros, independientemente de su estado de visa, asistieran a cursos de idiomas antes de su partida.
Durante esta expansión del rol de la LTM, se agregaron tipos adicionales de instrucción al plan de estudios, incluida la capacitación en liderazgo y la capacitación básica de instructores. Después de varios años de capacitación en el idioma y en habilidades misionales generales, los presidentes de misión que sirven en áreas de habla inglesa estaban solicitando que sus misioneros también tuvieran la oportunidad de tomar clases adicionales que se imparten en el LTM. Con un aumento general de misioneros en servicio, así como una gran cantidad de misioneros que asistirían a la LTM debido a cambios en el programa, se hicieron planes para trasladar toda la misión LTM a otro lugar fuera de BYU.

### CCM - Provo
Aproximadamente al mismo tiempo que se construyó el Templo de Provo, la iglesia adquirió un terreno cercano el cual había originalmente sido programado para la expansión del campus de BYU. Este terreno se utilizó para construir cuatro dormitorios, un gimnasio y un edificio de enseñanza de idiomas. El nombre del LTM se cambió a Centro de Capacitación Misional en 1978, para señalar que era más que solo capacitación en idiomas, aunque la capacitación en idiomas seguiría siendo una característica importante de la instalación. El Hogar de la Misión de Salt Lake City se cerró permanentemente y todas las funciones restantes de esa instalación se fusionaron con el CCM en Provo, incluidas las funciones administrativas que de otro modo no serían manejadas directamente por la sede de la iglesia.
Debido al crecimiento de la iglesia, la cantidad de edificios y el tamaño del edificio administrativo principal se expandieron para hacer frente al aumento de la actividad en el campus de Provo MTC. En última instancia, incluso este crecimiento ya no se pudo acomodar y se hizo evidente que la iglesia necesitaría construir centros de capacitación en lugares distintos a Provo.

## CCM a nivel mundial
Con el crecimiento de la Iglesia SUD fuera de los Estados Unidos, se volvió casi imposible para los misioneros que vivían fuera de los Estados Unidos poder venir a Provo y asistir al CCM, tanto por razones financieras como por dificultades con la visa de entrada al país. Así como había sido un problema para los misioneros estadounidenses obtener visas para ir al extranjero, se hizo difícil para los miembros de la iglesia sin ciudadanía estadounidense venir a Utah, a menudo por las mismas razones.
Después del desarrollo de las áreas eclesiásticas como un nivel de administración en la jerarquía de la iglesia, los presidentes de área fuera de América del Norte fueron autorizados a establecer CCM independientes para los miembros que viven dentro de sus áreas administrativas. Esto eliminó la mayoría de los requisitos de viajes internacionales para muchos misioneros, especialmente para los misioneros que hablaban el idioma de su propio país y podían servir localmente.
Uno de los primeros de estos centros de capacitación misional se estableció en 1977 en São Paulo, Brasil, junto al recién dedicado Templo de São Paulo. La iglesia construyó un nuevo edificio en el barrio Casa Verde de São Paulo. El edificio del CCM de Brasil tiene una capacidad máxima de 626 personas.
A medida que crecía el número de misioneros que venían procedente de América del Norte, se decidió enviar a muchos de los misioneros directamente a las áreas donde pronto estarían sirviendo, si había un CCM local capaz de atenderlos. Esto ha permitido el crecimiento del CCM fuera de USA, en lugar de construir otro CCM en América del Norte. Los misioneros de América del Norte que tienen dificultades con la visa todavía asisten primero al CCM de Provo y, a menudo, sirven temporalmente en áreas de los Estados Unidos mientras esperan las visas. Los misioneros de países fuera de los EE. UU. Donde no hay un CCM en su propio país asisten en un país más cercano a ellos.
El MTC de Inglaterra fue trasladado de Londres a Preston después de la finalización del sitio del templo de Preston en 1998. Los antiguos edificios del CCM de Londres ahora se utilizan para otros propósitos de la iglesia.
Una escuela secundaria privada operada por la iglesia en la Ciudad de México conocida como Benemérito De Las Américas fue cerrada permanentemente al final del período 2012-13, y el CCM de la Ciudad de México se trasladó al edificio, inaugurándose el 26 de junio de 2013. Esto en gran medida expandió la capacidad del CCM de la Ciudad de México, de modo que es el segundo en tamaño solo después del CCM de Provo: el antiguo edificio cerca del Templo de la Ciudad de México solo podía albergar a 125 misioneros a la vez, pero el nuevo campus de 90 acres (36,4 ha) tiene capacidad para 1.160 personas. El CCM de Filipinas, en Manila, fue renovado para permitir mayor capacidad de misioneros, al igual que el CCM de Ghana.
Tras un anuncio de la iglesia el 29 de marzo de 2018, los CCM en Santiago de Chile y Madrid cerraron en enero de 2019. El anuncio declaró que "esta decisión se produce cuando los líderes de la Iglesia continúan buscando el mejor uso de los recursos en todo el mundo de acuerdo con las necesidades y demandas de cada área ". Citando las mismas razones, la iglesia anunció el 12 de diciembre de 2018 que el CCM en la República Dominicana también cerraría en enero de 2019. Para febrero de 2019, con estos cierres, había 12 CCM alrededor del mundo. El 8 de febrero de 2019, la iglesia anunció que el CCM en Buenos Aires, Argentina cerraría en julio de 2019. El anuncio señaló que parte de la razón sería utilizar de manera más efectiva los CCM en México y Brasil. El 19 de septiembre de 2019 se hizo un anuncio similar de que el CCM de Guatemala cerraría en enero de 2020.

### CCM de Brasil
El Centro de Capacitación Misional de São Paulo (en portugués: Centro de Treinamento Missionário) fue inaugurado junto al Templo de São Paulo en 1977 conjuntamente con el CCM de Hamilton, Nueva Zelanda. Primero se instaló en la antigua Casa de la Misión de São Paulo ubicada en la Rua Itapeva. Inicialmente solo recibía misioneros brasileños mientras que los estadounidenses asignados a Brasil eran capacitados en el CCM de Provo. Con la construcción del complejo administrativo de la Iglesia ubicado en la Avenida Profesor Francisco Morato, el CCM pronto se trasladó y ocupó una parte de las instalaciones de vivienda de los patrones del templo.
En 1997 fue trasladado al distrito Casa Verde, en un terreno propiedad de la iglesia, donde se demolió el centro de reuniones del Barrio 7 de São Paulo para dar paso a la construcción de las instalaciones actuales. Un edificio de 7 pisos y una capacidad de 526 camas, con un número promedio de 250 misioneros, es el edificio propiedad de la Iglesia de mayor tamaño fuera de los Estados Unidos. En vista de que los misioneros no salen por la ciudad y permanecen en el edificio con la excepción de viajes planificados al templo, el CCM en Sao Paulo cuenta con su propio comedor, salón de pesas y gimnasio así como una zona de jardines para estudiar al aire libre y caminar.
El CCM de Brasil capacita ahora a misioneros provenientes de Sur America, Mozambique, Cabo Verde y Angola. El CCM provee instrucción eclesiástica por tres semanas a todos sus misioneros nativos que hablan Portugués y Español. Los hispanohablantes que servirán misiones en regiones de habla portuguesa, el CCM les recibe por cuatro semanas así como nativos de portugués que han sido llamados a servir en regiones de habla hispana. Los nativos de habla inglesa que están aprendiendo Portugués o Japonés permanecen en el CCM por nueve semanas.

### CCM Nueva Zelanda
El Centro de Capacitación Misional de Nueva Zelanda fue inaugurado junto al CCM de São Paulo en 1977 en la ciudad de Hamilton, un año luego de la inauguración del CCM de Provo en el campus de BYU. En septiembre de 2010, se trasladó a sus nuevas instalaciones en el comienzo de la avenida Redoubt en la ciudad de Manukau, Auckland. El terreno lo comparte con el templo de Auckland y el centro de la estaca Redoubt. La capacidad máxima de la instalación es de 106 personas. El CCM provee instrucción eclesiástica por dos semanas en inglés, dos semanas en francés, dos semanas en samoano y dos semanas en tongano para los nativos de esos idiomas. En agosto de 2011, se implementó un programa de seis semanas para la capacitación de inglés para los misioneros del Pacífico con limitado entendimiento del inglés. Los misioneros entrenados en el CCM de Nueva Zelanda son asignados a las seis misiones en Australia; tres misiones en Nueva Zelanda; dos misiones en Papúa Nueva Guinea; Fiyi; Samoa; Tonga; Tahití; Vanuatu; Islas Marshall y Micronesia Guam. En vista de que los misioneros no salen por la ciudad y permanecen en el edificio con la excepción de viajes planificados al templo, el CCM en Sao Paulo cuenta con su propio comedor, salón de pesas y gimnasio así como una zona de jardines para estudiar al aire libre y caminar.

### CCM de México
El Centro de Capacitación Misional de México fue construido a un constado del templo de la Ciudad de México. Para ese entonces, el CCM acomodaba a unos 150 misioneros del país y provenientes de América Central. El CCM provee instrucción eclesiástica por dos semanas en español y criollo haitiano para los nativos de esos idiomas. Para misioneros entrenados en el idioma quekchí así como quienes no hablan español, el CCM les incluye en un programa de nueve y seis semanas respectivamente.